# Ковалевич, Надежда Андреевна
Наде́жда Андре́евна Ковале́вич (8 марта 1969, Скидель) — советская гребчиха-байдарочница, выступала за сборную СССР в конце 1980-х годов. Дважды бронзовая призёрка чемпионатов мира, трёхкратная чемпионка Советского Союза, победительница многих регат республиканского и всесоюзного значения. На соревнованиях представляла спортивное общество Профсоюзов, мастер спорта международного класса.

## Биография
Надежда Ковалевич родилась 8 марта 1969 года в городе Скидель Белорусской ССР. Активно заниматься греблей начала в раннем детстве, проходила подготовку в Гродненском областном центре олимпийского резерва по гребным видам спорта. Состояла в добровольном спортивном обществе Профсоюзов.
Первого серьёзного успеха на взрослом международном уровне добилась в 1988 году, когда стала чемпионкой Советского Союза в зачёте четырёхместных байдарок на дистанции 500 метров. Благодаря череде удачных выступлений удостоилась права защищать честь страны на летних Олимпийских играх в Сеуле — в составе экипажа, куда также вошли гребчихи Ирина Хмелевская, Ирина Саломыкова и Александра Апанович, на пятистах метрах дошла до финальной стадии и показала в решающем заезде четвёртый результат, немного не дотянув до призовых позиций.
В 1989 году Ковалевич защитила чемпионское звание всесоюзного первенства в километровой программе четвёрок, а также стала чемпионкой в двойках на пяти километрах. Позже побывала на чемпионате мира в болгарском Пловдиве, откуда привезла две награды бронзового достоинства, завоёванные в тех же дисциплинах. За выдающиеся спортивные достижения удостоена почётного звания «Мастер спорта СССР международного класса».
Впоследствии работала тренером по гребле на байдарках и каноэ.